# Abdelaziz Mathari
Abdelaziz Mathari, né le 27 novembre 1922 et décédé le 20 mai 2004 à Tunis, est un économiste et homme politique tunisien.

## Biographie

### Jeunesse et études
Diplômé de l'École des hautes études commerciales de Paris, il suit en 1950 un stage de 18 mois à la Skandinaviska Enskilda Banken en Suède.

### Parcours professionnel
Dès son retour en Tunisie, il devient chef de cabinet du Premier ministre Habib Bourguiba. Dès l'indépendance proclamée en 1956, il fonde, le 18 janvier 1957, la Société tunisienne de banque qu'il dirige jusqu'au 18 mars 1971.
Il devient par la suite ministre des Finances (26 décembre 1977-25 avril 1980).
En mai 2014, la Société tunisienne de banque rend un vibrant hommage à Abdelaziz Mathari pour le dixième anniversaire de son décès et honore sa mémoire en donnant son nom à l'agence du siège de la banque, rebaptisée « Agence centrale Abdelaziz-Mathari », en présence de la fille du défunt.